# Crisótilo

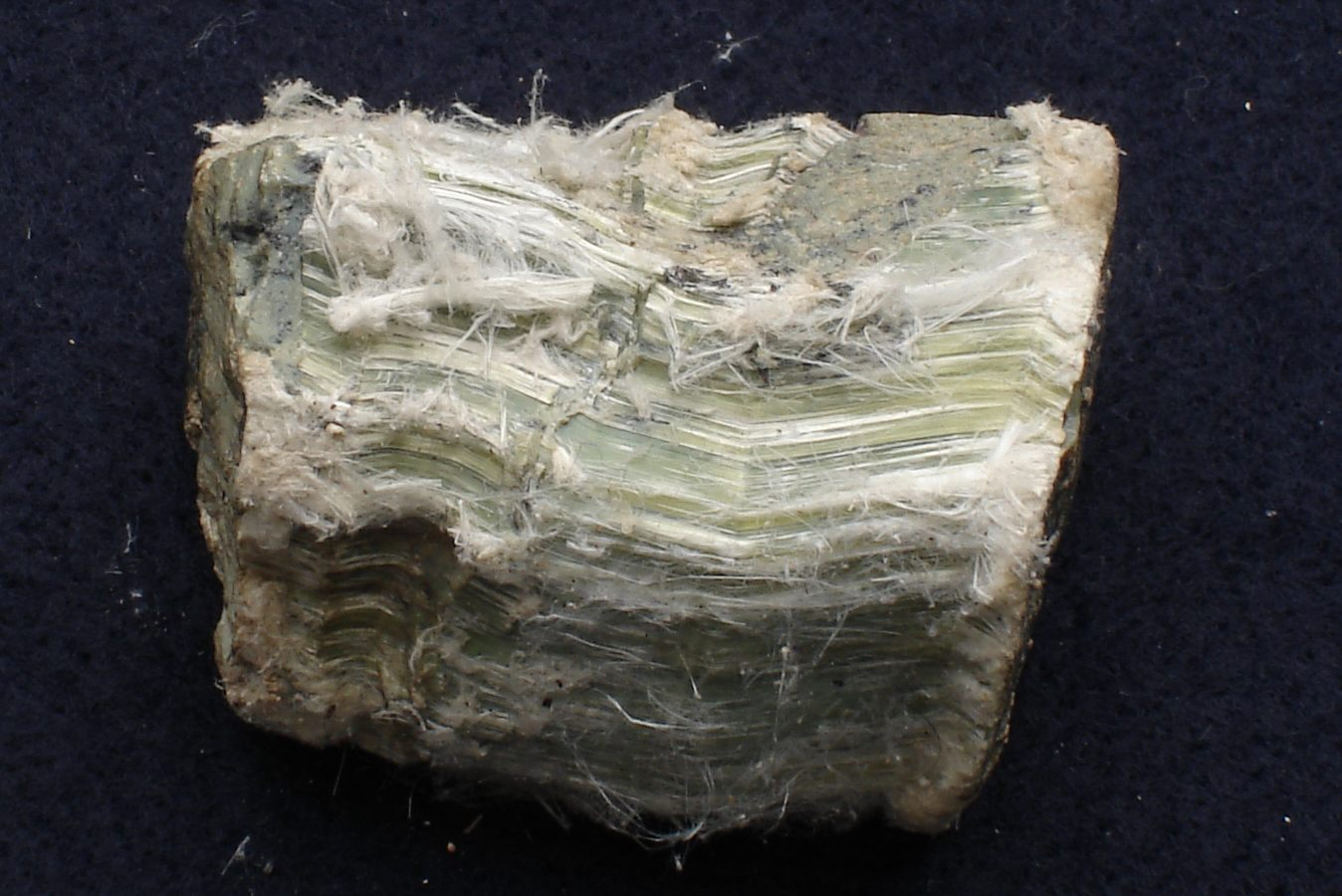
Crisótilo

Crisótilo ou crisotila é a designação dada a um subgrupo de minerais asbestiformes do grupo da serpentina. São conhecidas três espécies de crisotila:
- clinocrisótilo (monoclínico)
- ortocrisótilo (ortorrômbico)
- paracrisótilo (um polimorfo também ortorrômbico

As três espécies são  filossilicatos. São minerais fibrosos, tendo sido extensivamente explorados para a produção de asbesto (também conhecido como  amianto). A distinção entre as três espécies é bastante difícil.
A fórmula química dos três minerais é a mesma:
 Mg3(Si2O5)(OH)4 
com teor de ferro variável conforme o grau de substituição do íon Mg por Fe2+.
A crisotila varia, quanto à coloração, de branco-cinza a amarelo dourado e verde. Possui dureza 2,5 a 3.

## O amianto crisotila
O amianto crisotila está presente em milhares de produtos, dos quais os mais conhecidos são os produtos de fibrocimento para construção civil, como as telhas e caixas d’água. É abundante em toda a crosta terrestre. O Brasil é o terceiro maior produtor mundial de crisotila (pertencente ao grupo de rochas metamórficas, que é um mineral do qual se extrai uma fibra de alta resistência e que teve múltiplas aplicações na indústria, principalmente até os anos 1990. No Brasil, atualmente menos de 5%  do que é extraído se destina a produtos de fricção (freios e embreagens automotivas), massas de vedação, têxteis entre outros, com tendência de queda pelas proibições impostas ao produto em vários estados e municípios brasileiros;  95%  do volume extraído destina-se a produtos de cimento amianto ou  fibrocimento  , tais como telhas, caixas d’água, painéis lisos para divisórias, forros e pisos etc.
Por apresentar características de resistência, isolamento, durabilidade, flexibilidade e incombustibilidade, facilidade de aplicação e, principalmente, baixo custo de produção, o amianto crisotila ainda é utilizado no Brasil, especialmente para produzir materiais de construção empregados pela população de baixa renda. Para se produzir o fibrocimento, mistura-se menos de 10% de amianto crisotila a cerca de 90% de cimento, celulose e cargas minerais. Estima-se que 50% dos telhados de habitações unifamiliares sejam cobertos com fibrocimento.
A cadeia produtiva do amianto, segundo dados do Ministério do Trabalho e Emprego, geram em torno de 5.000 empregos.
Além da crisotila, existe o gênero do amianto anfibólio, com outras cinco variedades – actinolita, amosita (amianto marrom), antofilita, crocidolita (amianto azul) e tremolita. Os anfibólios representam menos de 5% de todo o amianto usado no planeta e já tem seu uso proibido em todos os países há mais de 20 anos, já que a ele se atribuiu por muito tempo todos os danos causados à saúde humana relatados nas décadas de 1970 e 1980. A chamada "tese dos anfibólios" ou, mais propriamente, "hipótese dos anfibólios", patrocinada pela indústria e seu forte lobby,  satanizava  este tipo de amianto para poder salvar a crisotila de uma iminente proibição.  Estudos posteriores desmentiram  essa hipótese segundo a qual só o amianto anfibólio causaria danos à saúde. Concluiu-se que o risco de câncer de pulmão é similar, tanto para a crisotila quanto para os anfibólios. Quanto aos mesoteliomas, a crisotila e a amosita  parecem produzir iguais riscos na ocorrência desses tumores.

## Crisotila  e  câncer
As fibras podem oferecer riscos à saúde em maior ou menor grau quando inaladas. Quanto às fibras de amianto (também chamado asbesto) são  reconhecidamente cancerígenas, segundo a IARC-Agência Internacional de Pesquisa sobre o Câncer, ligada à Organização Mundial da Saúde .
No universo das disputas envolvendo o uso do amianto, têm se suscitado um acirrado debate confrontando a possibilidade de seu uso regulamentado com o banimento. A polêmica ganhou força a partir dos anos 1980, após a Comunidade Europeia deflagrar uma campanha visando à proibição de todos os tipos de amianto.
No Brasil não mais vigora legislação federal (Lei 9055/95 e Decreto 2350/97) que permitia o uso dito "controlado ou seguro" do amianto crisotila e cuja constitucionalidade foi debatida, atualmente, no Supremo Tribunal Federal (STF), juntamente com outras ações que discutiam se os estados e municípios poderem proibi-lo e ser mais restritivos que a União. Cinco estados brasileiros  (São Paulo, Mato Grosso, Rio de Janeiro, Rio Grande do Sul e Pernambuco) criaram leis específicas proibindo a produção e comercialização de produtos contendo a substância. As leis estaduais que proíbem o uso do amianto foram consideradas constitucionais pelo Supremo Tribunal Federal.
O art. 2º da Lei federal nº 9.055/95, que autorizava a utilização da crisotila (espécie de amianto), foi considerado inconstitucional, ao fundamento de que ocorreria ofensa ao direito à saúde (art. 6º e 196, CF/88); ao dever estatal de redução dos riscos inerentes ao trabalho por meio de normas de saúde, higiene e segurança (art. 7º, inciso XXII, CF/88); e à proteção do meio ambiente (art. 225, CF/88).
Com isso, ficou proibida a utilização de qualquer forma de amianto, conforme decidido nas Ações direas de Inconstitucionalidade 3937, 3406 e 3470.
No período pós-guerra, seguindo o esforço para reconstruir cidades, estaleiros e fábricas, os europeus usaram amianto, e décadas depois, foram identificados centenas de milhares de casos de cânceres nos trabalhadores, desencadeando um alerta mundial. Em 1955,  estudos do médico inglês Richard Doll estabeleceram a associação entre a exposição ao asbesto e o câncer pulmonar entre trabalhadores. No Brasil, onde o amianto passou a ser utilizado em escala industrial  a partir do final dos anos 1960, registros de doenças entre trabalhadores começam  ser conhecidos, antevendo-se um quadro epidêmico para as próximas décadas, que não tem se concretizado. Doenças causadas pelo amianto possuem longo período de latência, que pode ultrapassar 30 anos, especialmente nos casos de câncer de pulmão, laringe, ovário e o temido mesotelioma, um tumor agressivo e incurável que acomete a pleura, o peritônio e o pericárdio  - membranas que envolvem o  pulmão, o abdômen e o coração, respectivamente.
A "polêmica" pretendida pelos fabricantes sobre o uso do amianto tipo anfibólio e seus riscos não mais se sustenta, já que inúmeras entidades de saúde e, em especial, a Organização Mundial da Saúde (OMS), concluíram que o amianto crisotila causa câncer de pulmão, asbestose e o mesotelioma, o que, por anos a fio, um poderoso lobby industrial tentou atribuir somente à exposição aos anfibólios. Um painel de cientistas convocado pela OMS elaborou o chamado "Critério 203 sobre  Amianto Crisotila"  concluindo sobre a nocividade da crisotila e recomendou a sua substituição como melhor forma de prevenir as doenças a ela atribuídas, apesar de não ser uma recomendação da OMS.

## Uso do amianto no Brasil
Em 1º. de junho de 1995, o presidente Fernando Henrique Cardoso sancionou a Lei nº. 9.055, disciplinando a extração, industrialização, utilização, comercialização e transporte do amianto e seus derivados no Brasil, bem como das fibras naturais e artificiais, de qualquer origem. Em 15 de outubro de 1997, foi baixado o Decreto nº. 2.350 regulamentando a Lei federal. Esta lei, e por conseguinte seu Decreto regulamentador, como já foi dito, estão sendo questionados no STF por meio da ADI (Ação Direta de Inconstitucionalidade) 4066 de autoria da Associação Nacional dos Procuradores do Trabalho (ANPT) e da ANAMATRA (Associação Nacional dos Magistrados do Trabalho), que entendem que a lei federal do dito "uso controlado" é inconstitucional por promover substância consabidamente nociva à saúde da população brasileira.
Antes disto, em maio de 1991, o Ministério do Trabalho e Emprego, por intermédio do Anexo 12 da Norma Regulamentadora nº. 15 (Portaria nº 3.214), estabeleceu parâmetros e regulamentou a Convenção 162 da OIT (Organização Internacional do Trabalho)(em  http://portal.mte.gov.br/legislacao/convencao-n-162.htm), que entre outros dispositivos, em seu artigo 10º., prevê a substituição do amianto por materiais menos nocivos. Com isso, fechou-se o cerco quanto ao item segurança e preparou o terreno, tanto do lado dos trabalhadores quanto das indústrias de fibrocimento, para uma substituição do mineral cancerígeno, assim que outras matérias-primas e tecnologias mais seguras estivessem disponíveis.
Em 24/08/2017, em ação direta de inconstitucionalidade, onde se questionava a constitucionalidade da lei proibitiva de amianto de São Paulo (Lei 12.684/2007), o Supremo Tribunal Federal a considerou constitucional e ainda declarou incidentalmente a inconstitucionalidade do Art. 2º da Lei Federal nº 9.055/95 que autorizava o uso do amianto crisotila de forma controlada. Apesar dessa declaração de inconstitucionalidade não possuir eficácia vinculante e efeito erga omnes, possui força persuasiva muito forte, podendo-se considerar o amianto praticamente proibido no Brasil.

## A mineração
As primeiras jazidas de amianto crisotila no Brasil começaram a ser pesquisadas ainda na década de 1940, em Pontalina, no sul de Goiás, e na mina São Félix, no município de Poções, na Bahia.  Atualmente, apenas a Mina de Cana Brava, localizada no município de Minaçu, nordeste de Goiás, é autorizada a explorar o mineral e está em atividade, sendo operada pela SAMA Minerações Associadas.
Com produção anual de mais de 300 mil toneladas, a mineradora pertencente ao grupo ETERNIT já foi uma multinacional suíço-belga e posteriormente foi controlada por quase 10 anos por sua atual concorrente Brasilit, empresa de capital francês, pertencente ao conglomerado Saint-Gobain.
Segundo dados da empresa, 600 empregos diretos são gerados pela extração do mineral e mais 300 indiretos, que sofrerão diretamente os impactos de uma iminente proibição da exploração das fibras de amianto. Neste sentido, urgem-se políticas públicas e subsídios, que deverão ser adotados para proteger a população local de Minaçu, bem como a busca por novas vocações econômicas para a região e sustentabilidade para os que, de alguma forma, serão impactados por esta decisão, que protegerá milhões de brasileiros e brasileiras e cidadãos em todo o mundo para onde o amianto crisotila de Goiás é exportado.
No dia 13 de fevereiro de 2012, em Turim, os proprietários do ramos belgo-suíço da ETERNIT foram condenados a 16 anos de prisão e ao pagamento de 100 milhões de Euros por terem causado uma verdadeira catástrofe ecossanitária em diversas cidades na Itália, em especial, Casale Monferrato, na região do Piemonte, norte do país, onde por quase 80 anos operou uma subsidiária do grupo industrial de fibrocimento, a mesma que controlou por 50 anos a unidade fabril brasileira, na cidade de Osasco, no estado de São Paulo. Os dois empresários foram condenados por crime ambiental doloso permanente e omissão dolosa de medidas de segurança contra os infortúnios laborais.
O Brasil figura como segundo maior exportador e quarto maior utilizados da fibra cancerígena. É o terceiro maior produtor mundial, somente superado por Rússia e China. Em seguida estão Cazaquistão, Canadá e Zimbábue. Mais de 50% da produção brasileira é exportada para mais de 20 países, entre eles Índia, Tailândia, Indonésia, México, Colômbia, onde as condições de trabalho podem ser mais precárias do que as encontradas em território brasileiro e onde sindicatos da construção civil defendem a indústria do amianto.
Segundo o “Chamado para uma Proibição Internacional do Amianto” do grupo de academicos da medicina ocupacional denominado Collegium Ramazzini: “Os riscos por exposição ao amianto não são aceitáveis nem em nações desenvolvidas, nem naquelas de industrialização recente. Além disto, existe disponibilidade de substitutos mais seguros e apropriados. Uma proibição mundial imediata da produção e uso do amianto é de há muito esperada, completamente justificada e absolutamente necessária.”